# Francisco Montana
Francisco Montana (ur. 5 listopada 1969 w Miami) – amerykański tenisista.

## Kariera tenisowa
W latach juniorskich wygrał prestiżowy juniorski turniej w grze podwójnej Orange Bowl w kategorii szesnastolatków w roku 1987. Ponadto był ćwierćfinalistą juniorskiego Wimbledonu w grze pojedynczej.
W 1990 roku rozpoczął zawodową karierę tenisową. Pierwszy tytuł jaki wywalczył w turniejach ATP World Tour miał miejsce w Long Island, a ostatni w 1998 roku, podczas rozgrywek w Palermo. Łącznie wygrał 10 turniejów deblowych, z czego 7 razem z Donaldem Johnsonem. Ponadto grał w 7 finałach. Preferował grę na nawierzchni ziemnej, gdzie wygrał 8 turniejów i 4 razy był w finałach. Najlepszym wynikiem Amerykanina w rozgrywkach wielkoszlemowych jest ćwierćfinał French Open z roku 1996 i 1998 oraz Wimbledonu z 1997 roku.
Najwyżej sklasyfikowany w rankingu singlistów był w maju 1992 roku na 100. miejscu, a w klasyfikacji deblistów w czerwcu 1998 roku zajmował 13. pozycję. W roku 2000 zakończył karierę tenisową, podczas której zarobił 1 248 004 dolarów amerykańskich.

### Finały w turniejach ATP World Tour
| Legenda                                      |
| -------------------------------------------- |
| Wielki Szlem                                 |
| Igrzyska olimpijskie                         |
| Tennis Masters Cup / ATP Finals              |
| ATP Masters Series / ATP Tour Masters 1000   |
| ATP International Series Gold / ATP Tour 500 |
| ATP International Series / ATP Tour 250      |

#### Gra podwójna (10–7)
| Końcowy wynik | Nr  | Data                 | Turniej     | Nawierzchnia    | Partner             | Przeciwnicy                       | Wynik finału  |
| ------------- | --- | -------------------- | ----------- | --------------- | ------------------- | --------------------------------- | ------------- |
| Finalista     | 1.  | 9 sierpnia 1992      | Los Angeles | Twarda          | David Wheaton       | Patrick Galbraith Jim Pugh        | 6:7, 6:7      |
| Zwycięzca     | 1.  | 30 sierpnia 1992     | Long Island | Twarda          | Greg Van Emburgh    | Gianluca Pozzi Olli Rahnasto      | 6:4, 6:2      |
| Zwycięzca     | 2.  | 27 lutego 1994       | Meksyk      | Ceglana         | Bryan Shelton       | Murphy Jensen Luke Jensen         | 6:3, 6:4      |
| Finalista     | 2.  | 1 maja 1994          | Atlanta     | Ceglana         | Jim Pugh            | Jared Palmer Richey Reneberg      | 6:4, 6:7, 4:6 |
| Zwycięzca     | 3.  | 6 sierpnia 1995      | Kitzbühel   | Ceglana         | Greg Van Emburgh    | Jordi Arrese Wayne Arthurs        | 6:7, 6:3, 7:6 |
| Finalista     | 3.  | 29 października 1995 | Santiago    | Ceglana         | Shelby Cannon       | Jiří Novák David Rikl             | 4:6, 6:4, 1:6 |
| Zwycięzca     | 4.  | 10 marca 1996        | Meksyk      | Ceglana         | Donald Johnson      | Nicolás Pereira Emilio Sánchez    | 6:2, 6:4      |
| Zwycięzca     | 5.  | 4 sierpnia 1996      | Amsterdam   | Ceglana         | Donald Johnson      | Rikard Bergh Jack Waite           | 6:4, 3:6, 6:2 |
| Zwycięzca     | 6.  | 27 kwietnia 1997     | Monte Carlo | Ceglana         | Donald Johnson      | Jacco Eltingh Paul Haarhuis       | 7:6, 2:6, 7:6 |
| Finalista     | 4.  | 20 lipca 1997        | Stuttgart   | Ceglana         | Donald Johnson      | Gustavo Kuerten Fernando Meligeni | 4:6, 4:6      |
| Finalista     | 5.  | 19 października 1997 | Ostrawa     | Dywanowa (hala) | Donald Johnson      | Jiří Novák David Rikl             | 2:6, 4:6      |
| Zwycięzca     | 7.  | 8 lutego 1998        | Marsylia    | Twarda (hala)   | Donald Johnson      | Mark Keil T.J. Middleton          | 6:4, 3:6, 6:3 |
| Finalista     | 6.  | 15 lutego 1998       | Dubaj       | Twarda          | Donald Johnson      | Mahesh Bhupathi Leander Paes      | 2:6, 5:7      |
| Zwycięzca     | 8.  | 12 kwietnia 1998     | Estoril     | Ceglana         | Donald Johnson      | David Roditi Fernon Wibier        | 6:1, 2:6, 6:1 |
| Zwycięzca     | 9.  | 10 maja 1998         | Hamburg     | Ceglana         | Donald Johnson      | David Adams Brett Steven          | 6:2, 7:5      |
| Zwycięzca     | 10. | 11 października 1998 | Palermo     | Ceglana         | Donald Johnson      | Pablo Albano Daniel Orsanic       | 6:4, 7:6      |
| Finalista     | 7.  | 3 października 1999  | Bukareszt   | Ceglana         | Marc-Kevin Goellner | Lucas Arnold Ker Martín García    | 3:6, 6:2, 3:6 |